# Brejo Grande
Brejo Grande este un oraș în Sergipe (SE), Brazilia.